# Himantocladium warburgii
Himantocladium warburgii är en bladmossart som beskrevs av Fleischer 1908. Himantocladium warburgii ingår i släktet Himantocladium och familjen Neckeraceae. Inga underarter finns listade i Catalogue of Life.